# Major League Soccer 2018
La temporada 2018 de la Major League Soccer (MLS) fue la vigésimo tercera edición realizada de la primera división del fútbol en los Estados Unidos y Canadá. Comenzó el 3 de marzo y terminó el 8 de diciembre con la final de la MLS Cup, en el cual, Atlanta United se consagró campeón tras derrotar a los Portland Timbers por 2-0, logrando su primer título en esta competencia.

## Cambios
- Los Angeles FC se unió a la liga como equipo de expansión para esta temporada 2018.
- D.C. United empezó a jugar en su estadio específico de fútbol, el Audi Field.

## Información de los equipos
| Equipo                                      | Ciudad            | Entrenador          | Estadio                    | Aforo  | Patrocinador              | Marca  |
| ------------------------------------------- | ----------------- | ------------------- | -------------------------- | ------ | ------------------------- | ------ |
| Atlanta United FC                           | Atlanta           | Gerardo Martino     | Mercedes-Benz Stadium      | 42 500 | American Family Insurance | Adidas |
| Chicago Fire                                | Bridgeview        | Veljko Paunović     | Toyota Park                | 20 000 | Valspar                   | Adidas |
| Colorado Rapids                             | Commerce City     | Anthony Hudson      | Dick's Sporting Goods Park | 18 061 | Transamerica              | Adidas |
| Columbus Crew                               | Columbus          | Gregg Berhalter     | Mapfre Stadium             | 19 968 | Acura                     | Adidas |
| D.C. United                                 | Washington D. C.  | Ben Olsen           | Audi Field                 | 20 000 | Leidos                    | Adidas |
| FC Dallas                                   | Frisco            | Óscar Pareja        | Toyota Stadium             | 20 500 | AdvoCare                  | Adidas |
| Houston Dynamo                              | Houston           | Wilmer Cabrera      | BBVA Compass Stadium       | 22 039 | Sin Patrocinador          | Adidas |
| Los Angeles FC                              | Los Ángeles       | Bob Bradley         | Banc of California Stadium | 22 000 | YouTube TV                | Adidas |
| Los Angeles Galaxy                          | Carson            | Dominic Kinnear (I) | StubHub Center             | 27 000 | Herbalife                 | Adidas |
| Minnesota United FC                         | Minneapolis       | Adrian Heath        | TCF Bank Stadium           | 50 805 | Target                    | Adidas |
| Montreal Impact                             | Montreal          | Rémi Garde          | Estadio Saputo             | 20 801 | Banco de Montreal         | Adidas |
| New England Revolution                      | Foxborough        | Steve Ralston (I)   | Gillette Stadium           | 25 000 | UnitedHealth Group        | Adidas |
| New York City FC                            | Bronx, Nueva York | Domènec Torrent     | Yankee Stadium             | 28 940 | Etihad Airways            | Adidas |
| New York Red Bulls                          | Harrison          | Chris Armas         | Red Bull Arena             | 25 000 | Red Bull                  | Adidas |
| Orlando City                                | Orlando           | James O'Connor      | Orlando City Stadium       | 25 500 | Orlando Health            | Adidas |
| Philadelphia Union                          | Chester           | Jim Curtin          | Talen Energy Stadium       | 18 500 | Bimbo Bakeries USA        | Adidas |
| Portland Timbers                            | Portland          | Giovanni Savarese   | Providence Park            | 21 144 | Alaska Airlines           | Adidas |
| Real Salt Lake                              | Sandy             | Mike Petke          | Rio Tinto Stadium          | 20 180 | LifeVantage               | Adidas |
| San Jose Earthquakes                        | San José          | Matías Almeyda      | Avaya Stadium              | 18 000 | Sutter Health             | Adidas |
| Seattle Sounders FC                         | Seattle           | Brian Schmetzer     | CenturyLink Field          | 68 000 | Xbox                      | Adidas |
| Sporting Kansas City                        | Kansas City       | Peter Vermes        | Children's Mercy Park      | 18 467 | Ivy Funds                 | Adidas |
| Toronto FC                                  | Toronto           | Greg Vanney         | BMO Field                  | 29 489 | Banco de Montreal         | Adidas |
| Vancouver Whitecaps FC                      | Vancouver         | Craig Dalrymple (I) | BC Place                   | 22 120 | Bell Canada               | Adidas |
| Datos actualizados al 14 de agosto de 2018. |                   |                     |                            |        |                           |        |

### Equipos por región
Estados Unidos
| Estado           | N.º | Equipos                                                   |
| ---------------- | --- | --------------------------------------------------------- |
| California       | 3   | Los Angeles FC, Los Angeles Galaxy y San Jose Earthquakes |
| Texas            | 2   | FC Dallas y Houston Dynamo                                |
| Colorado         | 1   | Colorado Rapids                                           |
| Florida          | 1   | Orlando City                                              |
| Georgia          | 1   | Atlanta United FC                                         |
| Illinois         | 1   | Chicago Fire                                              |
| Kansas           | 1   | Sporting Kansas City                                      |
| Massachusetts    | 1   | New England Revolution                                    |
| Minnesota        | 1   | Minnesota United FC                                       |
| Nueva Jersey     | 1   | New York Red Bulls                                        |
| Nueva York       | 1   | New York City FC                                          |
| Ohio             | 1   | Columbus Crew                                             |
| Oregón           | 1   | Portland Timbers                                          |
| Pensilvania      | 1   | Philadelphia Union                                        |
| Utah             | 1   | Real Salt Lake                                            |
| Washington       | 1   | Seattle Sounders FC                                       |
| Washington D. C. | 1   | D.C. United                                               |

Canadá
| Provincia          | N.º | Equipos                |
| ------------------ | --- | ---------------------- |
| Columbia Británica | 1   | Vancouver Whitecaps FC |
| Ontario            | 1   | Toronto FC             |
| Quebec             | 1   | Montreal Impact        |

## Posiciones

### Conferencia Este
| Clasifica                  | Pos. | Equipos                | PJ | G  | E  | P  | GF | GC | Dif. | Pts. |
| -------------------------- | ---- | ---------------------- | -- | -- | -- | -- | -- | -- | ---- | ---- |
| Semifinales de conferencia | 1    | New York Red Bulls     | 34 | 22 | 5  | 7  | 61 | 32 | +29  | 71   |
| Semifinales de conferencia | 2    | Atlanta United         | 34 | 21 | 6  | 7  | 70 | 44 | +26  | 69   |
| Primera Ronda              | 3    | New York City          | 34 | 16 | 8  | 10 | 59 | 45 | +14  | 56   |
| Primera Ronda              | 4    | D.C. United            | 34 | 14 | 9  | 11 | 60 | 50 | +10  | 51   |
| Primera Ronda              | 5    | Columbus Crew          | 34 | 14 | 9  | 11 | 43 | 45 | -2   | 51   |
| Primera Ronda              | 6    | Philadelphia Union     | 34 | 15 | 5  | 14 | 49 | 50 | -1   | 50   |
|                            | 7    | Montreal Impact        | 34 | 14 | 4  | 16 | 47 | 53 | -6   | 46   |
|                            | 8    | New England Revolution | 34 | 10 | 11 | 13 | 49 | 55 | -6   | 41   |
|                            | 9    | Toronto FC             | 34 | 10 | 6  | 18 | 59 | 64 | -5   | 36   |
|                            | 10   | Chicago Fire           | 34 | 8  | 7  | 19 | 48 | 61 | -13  | 32   |
|                            | 11   | Orlando City           | 34 | 8  | 4  | 22 | 43 | 74 | -31  | 28   |

### Conferencia Oeste
| Clasifica                  | Pos. | Equipos              | PJ | G  | E | P  | GF | GC | Dif. | Pts. |
| -------------------------- | ---- | -------------------- | -- | -- | - | -- | -- | -- | ---- | ---- |
| Semifinales de conferencia | 1    | Sporting Kansas City | 34 | 18 | 8 | 8  | 65 | 40 | +25  | 62   |
| Semifinales de conferencia | 2    | Seattle Sounders     | 34 | 18 | 5 | 11 | 52 | 37 | +15  | 59   |
| Primera Ronda              | 3    | Los Angeles FC       | 34 | 16 | 9 | 9  | 68 | 22 | +16  | 57   |
| Primera Ronda              | 4    | FC Dallas            | 34 | 16 | 9 | 9  | 52 | 44 | +8   | 57   |
| Primera Ronda              | 5    | Portland Timbers     | 34 | 15 | 9 | 10 | 54 | 48 | +6   | 54   |
| Primera Ronda              | 6    | Real Salt Lake       | 34 | 14 | 7 | 13 | 55 | 58 | -3   | 49   |
|                            | 7    | Los Angeles Galaxy   | 34 | 13 | 9 | 12 | 66 | 64 | +2   | 48   |
|                            | 8    | Vancouver Whitecaps  | 34 | 13 | 8 | 13 | 54 | 66 | -12  | 47   |
|                            | 9    | Houston Dynamo       | 34 | 10 | 8 | 16 | 58 | 58 | 0    | 38   |
|                            | 10   | Minnesota United     | 34 | 11 | 3 | 20 | 49 | 71 | -22  | 36   |
|                            | 11   | Colorado Rapids      | 34 | 8  | 7 | 19 | 36 | 63 | -27  | 31   |
|                            | 12   | San Jose Earthquakes | 34 | 4  | 9 | 21 | 49 | 71 | -22  | 21   |

### Tabla general
| Clasifica              | Pos | Equipos                | PJ | G  | E  | P  | GF | GC | Dif. | Pts. |
| ---------------------- | --- | ---------------------- | -- | -- | -- | -- | -- | -- | ---- | ---- |
| MLS Supporters' Shield | 1   | New York Red Bulls     | 34 | 22 | 5  | 7  | 62 | 33 | +29  | 71   |
|                        | 2   | Atlanta United         | 34 | 21 | 6  | 7  | 70 | 44 | +26  | 69   |
|                        | 3   | Sporting Kansas City   | 34 | 18 | 8  | 8  | 62 | 40 | +22  | 62   |
|                        | 4   | Seattle Sounders       | 34 | 17 | 5  | 11 | 52 | 37 | +15  | 59   |
|                        | 5   | Los Angeles FC         | 34 | 16 | 8  | 9  | 68 | 52 | +16  | 57   |
|                        | 6   | FC Dallas              | 34 | 16 | 9  | 9  | 52 | 44 | +8   | 57   |
|                        | 7   | New York City FC       | 34 | 16 | 8  | 10 | 59 | 45 | +14  | 56   |
|                        | 8   | Portland Timbers       | 34 | 15 | 9  | 10 | 54 | 48 | +6   | 54   |
|                        | 9   | D.C. United            | 34 | 14 | 9  | 11 | 60 | 50 | +10  | 51   |
|                        | 10  | Columbus Crew SC       | 34 | 14 | 9  | 11 | 43 | 45 | -2   | 51   |
|                        | 11  | Philadelphia Union     | 34 | 15 | 5  | 13 | 49 | 50 | -1   | 50   |
|                        | 12  | Real Salt Lake         | 34 | 14 | 7  | 13 | 55 | 58 | -3   | 49   |
|                        | 13  | Los Angeles Galaxy     | 34 | 13 | 9  | 12 | 66 | 64 | +2   | 48   |
|                        | 14  | Vancouver Whitecaps    | 34 | 13 | 8  | 13 | 54 | 66 | -12  | 47   |
|                        | 15  | Montreal Impact        | 34 | 14 | 4  | 16 | 47 | 53 | -6   | 46   |
|                        | 16  | New England Revolution | 34 | 10 | 11 | 13 | 49 | 55 | -6   | 41   |
|                        | 17  | Houston Dynamo         | 34 | 10 | 8  | 16 | 58 | 58 | 0    | 38   |
|                        | 18  | Toronto FC             | 34 | 10 | 6  | 18 | 59 | 64 | -5   | 36   |
|                        | 19  | Minnesota United       | 34 | 11 | 3  | 20 | 49 | 71 | -22  | 36   |
|                        | 20  | Chicago Fire           | 34 | 8  | 8  | 18 | 48 | 61 | -13  | 32   |
|                        | 21  | Colorado Rapids        | 34 | 8  | 7  | 19 | 36 | 63 | -27  | 31   |
|                        | 22  | Orlando City SC        | 34 | 8  | 4  | 22 | 43 | 74 | -31  | 28   |
|                        | 23  | San Jose Earthquakes   | 34 | 4  | 9  | 21 | 49 | 71 | -22  | 21   |

## Play-offs
|  | Ronda preliminar                       | Ronda preliminar                       | Ronda preliminar                       |                      |    | Semifinales de conferencia                                    | Semifinales de conferencia                                    | Semifinales de conferencia                                    | Semifinales de conferencia                                    |   |   | Finales de conferencia                                         | Finales de conferencia                                         | Finales de conferencia                                         | Finales de conferencia                                         |   |  | MLS Cup                | MLS Cup                | MLS Cup                |  |
|  | 31 de octubre y 1 de noviembre de 2018 | 31 de octubre y 1 de noviembre de 2018 | 31 de octubre y 1 de noviembre de 2018 |                      |    | 4 de noviembre de 2018 (ida) 11 de noviembre de 2018 (vuelta) | 4 de noviembre de 2018 (ida) 11 de noviembre de 2018 (vuelta) | 4 de noviembre de 2018 (ida) 11 de noviembre de 2018 (vuelta) | 4 de noviembre de 2018 (ida) 11 de noviembre de 2018 (vuelta) |   |   | 25 de noviembre de 2018 (ida) 29 de noviembre de 2018 (vuelta) | 25 de noviembre de 2018 (ida) 29 de noviembre de 2018 (vuelta) | 25 de noviembre de 2018 (ida) 29 de noviembre de 2018 (vuelta) | 25 de noviembre de 2018 (ida) 29 de noviembre de 2018 (vuelta) |   |  | 8 de diciembre de 2018 | 8 de diciembre de 2018 | 8 de diciembre de 2018 |  |
|  |                                        |                                        |                                        |                      |    |                                                               |                                                               |                                                               |                                                               |   |   |                                                                |                                                                |                                                                |                                                                |   |  |                        |                        |                        |  |
|  |                                        |                                        |                                        |                      |    |                                                               |                                                               |                                                               |                                                               |   |   |                                                                |                                                                |                                                                |                                                                |   |  |                        |                        |                        |  |
|  | E3                                     | New York City FC                       | 3                                      |                      |    |                                                               |                                                               |                                                               |                                                               |   |   |                                                                |                                                                |                                                                |                                                                |   |  |                        |                        |                        |  |
|  | E3                                     | New York City FC                       | 3                                      |                      |    |                                                               |                                                               |                                                               |                                                               |   |   |                                                                |                                                                |                                                                |                                                                |   |  |                        |                        |                        |  |
|  | E6                                     | Philadelphia Union                     | 1                                      |                      |    |                                                               |                                                               |                                                               |                                                               |   |   |                                                                |                                                                |                                                                |                                                                |   |  |                        |                        |                        |  |
|  | E6                                     | Philadelphia Union                     | 1                                      |                      | E3 | New York City FC                                              | 0                                                             | 1                                                             |                                                               |   |   |                                                                |                                                                |                                                                |                                                                |   |  |                        |                        |                        |  |
|  |                                        |                                        |                                        |                      | E3 | New York City FC                                              | 0                                                             | 1                                                             |                                                               |   |   |                                                                |                                                                |                                                                |                                                                |   |  |                        |                        |                        |  |
|  |                                        |                                        | E2                                     | Atlanta United       | 1  | 3                                                             |                                                               |                                                               |                                                               |   |   |                                                                |                                                                |                                                                |                                                                |   |  |                        |                        |                        |  |
|  |                                        |                                        | E2                                     | Atlanta United       | 1  | 3                                                             |                                                               |                                                               |                                                               |   |   |                                                                |                                                                |                                                                |                                                                |   |  |                        |                        |                        |  |
|  |                                        |                                        |                                        |                      |    |                                                               |                                                               |                                                               |                                                               |   |   |                                                                |                                                                |                                                                |                                                                |   |  |                        |                        |                        |  |
|  |                                        |                                        |                                        |                      |    |                                                               |                                                               |                                                               |                                                               |   |   |                                                                |                                                                |                                                                |                                                                |   |  |                        |                        |                        |  |
|  |                                        |                                        |                                        |                      |    |                                                               |                                                               | E2                                                            | Atlanta United                                                | 3 | 0 |                                                                |                                                                |                                                                |                                                                |   |  |                        |                        |                        |  |
|  | Conferencia Este                       |                                        |                                        |                      |    |                                                               |                                                               | E2                                                            | Atlanta United                                                | 3 | 0 |                                                                |                                                                |                                                                |                                                                |   |  |                        |                        |                        |  |
|  |                                        |                                        | E1                                     | New York Red Bulls   | 0  | 1                                                             |                                                               |                                                               |                                                               |   |   |                                                                |                                                                |                                                                |                                                                |   |  |                        |                        |                        |  |
|  | E4                                     | D.C. United                            | E1                                     | New York Red Bulls   | 0  | 1                                                             | 2 (2)                                                         |                                                               |                                                               |   |   |                                                                |                                                                |                                                                |                                                                |   |  |                        |                        |                        |  |
|  | E4                                     | D.C. United                            |                                        |                      |    |                                                               |                                                               |                                                               |                                                               |   |   |                                                                |                                                                |                                                                |                                                                |   |  |                        |                        |                        |  |
|  | E5                                     | Columbus Crew (p.)                     | 2 (3)                                  |                      |    |                                                               |                                                               |                                                               |                                                               |   |   |                                                                |                                                                |                                                                |                                                                |   |  |                        |                        |                        |  |
|  | E5                                     | Columbus Crew (p.)                     | 2 (3)                                  |                      | E5 | Columbus Crew                                                 | 1                                                             | 0                                                             |                                                               |   |   |                                                                |                                                                |                                                                |                                                                |   |  |                        |                        |                        |  |
|  |                                        |                                        |                                        |                      | E5 | Columbus Crew                                                 | 1                                                             | 0                                                             |                                                               |   |   |                                                                |                                                                |                                                                |                                                                |   |  |                        |                        |                        |  |
|  |                                        |                                        | E1                                     | New York Red Bulls   | 0  | 3                                                             |                                                               |                                                               |                                                               |   |   |                                                                |                                                                |                                                                |                                                                |   |  |                        |                        |                        |  |
|  |                                        |                                        | E1                                     | New York Red Bulls   | 0  | 3                                                             |                                                               |                                                               |                                                               |   |   |                                                                |                                                                |                                                                |                                                                |   |  |                        |                        |                        |  |
|  |                                        |                                        |                                        |                      |    |                                                               |                                                               |                                                               |                                                               |   |   |                                                                |                                                                |                                                                |                                                                |   |  |                        |                        |                        |  |
|  |                                        |                                        |                                        |                      |    |                                                               |                                                               |                                                               |                                                               |   |   |                                                                |                                                                |                                                                |                                                                |   |  |                        |                        |                        |  |
|  |                                        |                                        |                                        |                      |    |                                                               |                                                               |                                                               |                                                               |   |   |                                                                |                                                                | E2                                                             | Atlanta United                                                 | 2 |  |                        |                        |                        |  |
|  |                                        |                                        |                                        |                      |    |                                                               |                                                               |                                                               |                                                               |   |   |                                                                |                                                                |                                                                |                                                                | 2 |  |                        |                        |                        |  |
|  |                                        |                                        | O5                                     | Portland Timbers     | 0  |                                                               |                                                               |                                                               |                                                               |   |   |                                                                |                                                                |                                                                |                                                                |   |  |                        |                        |                        |  |
|  | O3                                     | Los Angeles FC                         | O5                                     | Portland Timbers     | 0  | 1                                                             |                                                               |                                                               |                                                               |   |   |                                                                |                                                                |                                                                |                                                                |   |  |                        |                        |                        |  |
|  | O3                                     | Los Angeles FC                         |                                        |                      |    |                                                               |                                                               |                                                               |                                                               |   |   |                                                                |                                                                |                                                                |                                                                |   |  |                        |                        |                        |  |
|  | O6                                     | Real Salt Lake                         | 2                                      |                      |    |                                                               |                                                               |                                                               |                                                               |   |   |                                                                |                                                                |                                                                |                                                                |   |  |                        |                        |                        |  |
|  | O6                                     | Real Salt Lake                         | 2                                      |                      | O6 | Real Salt Lake                                                | 1                                                             | 2                                                             |                                                               |   |   |                                                                |                                                                |                                                                |                                                                |   |  |                        |                        |                        |  |
|  |                                        |                                        |                                        |                      | O6 | Real Salt Lake                                                | 1                                                             | 2                                                             |                                                               |   |   |                                                                |                                                                |                                                                |                                                                |   |  |                        |                        |                        |  |
|  |                                        |                                        | O1                                     | Sporting Kansas City | 1  | 4                                                             |                                                               |                                                               |                                                               |   |   |                                                                |                                                                |                                                                |                                                                |   |  |                        |                        |                        |  |
|  |                                        |                                        | O1                                     | Sporting Kansas City | 1  | 4                                                             |                                                               |                                                               |                                                               |   |   |                                                                |                                                                |                                                                |                                                                |   |  |                        |                        |                        |  |
|  |                                        |                                        |                                        |                      |    |                                                               |                                                               |                                                               |                                                               |   |   |                                                                |                                                                |                                                                |                                                                |   |  |                        |                        |                        |  |
|  |                                        |                                        |                                        |                      |    |                                                               |                                                               |                                                               |                                                               |   |   |                                                                |                                                                |                                                                |                                                                |   |  |                        |                        |                        |  |
|  |                                        |                                        |                                        |                      |    |                                                               |                                                               | O1                                                            | Sporting Kansas City                                          | 0 | 2 |                                                                |                                                                |                                                                |                                                                |   |  |                        |                        |                        |  |
|  | Conferencia Oeste                      |                                        |                                        |                      |    |                                                               |                                                               | O1                                                            | Sporting Kansas City                                          | 0 | 2 |                                                                |                                                                |                                                                |                                                                |   |  |                        |                        |                        |  |
|  |                                        |                                        | O5                                     | Portland Timbers     | 0  | 3                                                             |                                                               |                                                               |                                                               |   |   |                                                                |                                                                |                                                                |                                                                |   |  |                        |                        |                        |  |
|  | O4                                     | FC Dallas                              | O5                                     | Portland Timbers     | 0  | 3                                                             | 2                                                             |                                                               |                                                               |   |   |                                                                |                                                                |                                                                |                                                                |   |  |                        |                        |                        |  |
|  | O4                                     | FC Dallas                              |                                        |                      |    |                                                               |                                                               |                                                               |                                                               |   |   |                                                                |                                                                |                                                                |                                                                |   |  |                        |                        |                        |  |
|  | O5                                     | Portland Timbers                       | 3                                      |                      |    |                                                               |                                                               |                                                               |                                                               |   |   |                                                                |                                                                |                                                                |                                                                |   |  |                        |                        |                        |  |
|  | O5                                     | Portland Timbers                       | 3                                      |                      | O5 | Portland Timbers (p.)                                         | 2                                                             | 2 (4)                                                         |                                                               |   |   |                                                                |                                                                |                                                                |                                                                |   |  |                        |                        |                        |  |
|  |                                        |                                        |                                        |                      | O5 | Portland Timbers (p.)                                         | 2                                                             | 2 (4)                                                         |                                                               |   |   |                                                                |                                                                |                                                                |                                                                |   |  |                        |                        |                        |  |
|  |                                        |                                        | O2                                     | Seattle Sounders FC  | 1  | 3 (2)                                                         |                                                               |                                                               |                                                               |   |   |                                                                |                                                                |                                                                |                                                                |   |  |                        |                        |                        |  |
|  |                                        |                                        | O2                                     | Seattle Sounders FC  | 1  | 3 (2)                                                         |                                                               |                                                               |                                                               |   |   |                                                                |                                                                |                                                                |                                                                |   |  |                        |                        |                        |  |
|  |                                        |                                        |                                        |                      |    |                                                               |                                                               |                                                               |                                                               |   |   |                                                                |                                                                |                                                                |                                                                |   |  |                        |                        |                        |  |
|  |                                        |                                        |                                        |                      |    |                                                               |                                                               |                                                               |                                                               |   |   |                                                                |                                                                |                                                                |                                                                |   |  |                        |                        |                        |  |
|  |                                        |                                        |                                        |                      |    |                                                               |                                                               |                                                               |                                                               |   |   |                                                                |                                                                |                                                                |                                                                |   |  |                        |                        |                        |  |
|  |                                        |                                        |                                        |                      |    |                                                               |                                                               |                                                               |                                                               |   |   |                                                                |                                                                |                                                                |                                                                |   |  |                        |                        |                        |  |

### Ronda preliminar (primera ronda)
Conferencia Este
| 31 de octubre de 2018 | New York City FC                             | 3:1 (2:0) | Philadelphia Union | Yankee Stadium, Nueva York, Nueva York                    |                                                           |
| 19:00 (UTC-4)         | Tajouri-Shradi 10' · Villa 26' · Moralez 78' | Reporte   | Burke 83'          | Asistencia: 15.153 espectadores Árbitro(s): Robert Sibiga | Asistencia: 15.153 espectadores Árbitro(s): Robert Sibiga |

| 1 de noviembre de 2018 | D.C. United                               | 2:2 (1:1, 1:1) (t. s.)(2:3 p.) | Columbus Crew SC                            | Audi Field, Washington D. C.                              |                                                           |
| 20:00 (UTC-4)          | Brillant 21' · DeLeon 116'                | Reporte                        | Higuaín 30' 96'                             | Asistencia: 20.600 espectadores Árbitro(s): Allen Chapman | Asistencia: 20.600 espectadores Árbitro(s): Allen Chapman |
|                        |                                           | Tiros desde el punto penal     |                                             |                                                           |                                                           |
|                        | Rooney · Asad · Stieben · Acosta · DeLeon |                                | Higuaín · Trapp · Zardes · Hansen · Mullins |                                                           |                                                           |

Conferencia Oeste
| 31 de octubre de 2018 | FC Dallas    | 1:2 (0:1) | Portland Timbers | Estadio Toyota, Frisco, Texas                          |                                                        |
| 20:30 (UTC-5)         | Hedges 90+4' | Reporte   | Valeri 23' 71'   | Asistencia: 10.297 espectadores Árbitro(s): Alan Kelly | Asistencia: 10.297 espectadores Árbitro(s): Alan Kelly |

| 1 de noviembre de 2018 | Los Angeles FC             | 2:3 (1:1) | Real Salt Lake                          | Banc of California Stadium, Los Ángeles, California     |                                                         |
| 19:30 (UTC-7)          | da Silva 31' · Ramirez 54' | Reporte   | Kreilach 21' 58' · Zimmerman 69' (a.g.) | Asistencia: 22.000 espectadores Árbitro(s): Mark Geiger | Asistencia: 22.000 espectadores Árbitro(s): Mark Geiger |

### Semifinales de Conferencia
Conferencia Este
| 4 de noviembre de 2018 | Columbus Crew | 1:0 (0:0) | New York Red Bulls | Mapfre Stadium, Columbus, Ohio                           |                                                          |
| 15:00 (UTC-5)          | Zardes 61'    | Reporte   |                    | Asistencia: 12.892 espectadores Árbitro(s): Nima Saghafi | Asistencia: 12.892 espectadores Árbitro(s): Nima Saghafi |

| 11 de noviembre de 2018 | New York Red Bulls       | 3:0 (1:0) | Columbus Crew | Red Bull Arena, Harrison, Nueva Jersey                 |                                                        |
| 19:30 (UTC-5)           | Muyl 17' · Royer 73' 76' | Reporte   |               | Asistencia: 22.789 espectadores Árbitro(s): Alan Kelly | Asistencia: 22.789 espectadores Árbitro(s): Alan Kelly |

| 4 de noviembre de 2018 | New York City FC | 0:1 (0:1) | Atlanta United | Yankee Stadium, Nueva York, Nueva York                  |                                                         |
| 19:30 (UTC-5)          |                  | Reporte   | Remedi 37'     | Asistencia: 19.198 espectadores Árbitro(s): Kevin Stott | Asistencia: 19.198 espectadores Árbitro(s): Kevin Stott |

| 11 de noviembre de 2018 | Atlanta United                        | 3:1 (2:1) | New York City FC | Mercedes-Benz Stadium, Atlanta, Georgia                 |                                                         |
| 17:30 (UTC-5)           | Martínez 25' (pen.) 83' · Almirón 42' | Reporte   | Chanot 45'       | Asistencia: 70.526 espectadores Árbitro(s): Mark Geiger | Asistencia: 70.526 espectadores Árbitro(s): Mark Geiger |

Conferencia Oeste
| 4 de noviembre de 2018 | Portland Timbers                    | 2:1 (2:1) | Seattle Sounders FC | Providence Park, Portland, Oregón                     |                                                       |
| 14:30 (UTC-8)          | Ebobisse 17' · Sebastián Blanco 29' | Reporte   | Ruidíaz 10'         | Asistencia: 21.144 espectadores Árbitro(s): Ted Unkel | Asistencia: 21.144 espectadores Árbitro(s): Ted Unkel |

| 8 de noviembre de 2018 | Seattle Sounders FC                    | 3:2 (2:1, 0:0) (t. s.)(2:4 p.) | Portland Timbers                                      | CenturyLink Field, Seattle, Washington                   |                                                          |
| 19:30 (UTC-8)          | Ruidíaz 68' 90+3' · Lodeiro 97' (pen.) | Reporte                        | Blanco 78' · Asprilla 93'                             | Asistencia: 39.452 espectadores Árbitro(s): Jair Marrufo | Asistencia: 39.452 espectadores Árbitro(s): Jair Marrufo |
|                        |                                        | Tiros desde el punto penal     |                                                       |                                                          |                                                          |
|                        | Ruidíaz · Bruin · Alonso · Bwana       |                                | Melano · Diego Valeri · Blanco · Ridgewell · Asprilla |                                                          |                                                          |

| 4 de noviembre de 2018 | Real Salt Lake | 1:1 (0:0) | Sporting Kansas City | Rio Tinto Stadium, Sandy, Utah                               |                                                              |
| 20:00 (UTC-7)          | Rusnák 51'     | Reporte   | Rubio 60'            | Asistencia: 14.045 espectadores Árbitro(s): Baldomero Toledo | Asistencia: 14.045 espectadores Árbitro(s): Baldomero Toledo |

| 11 de noviembre de 2018 | Sporting Kansas City                              | 4:2 (2:0) | Real Salt Lake             | Children's Mercy Park, Kansas City, Kansas                     |                                                                |
| 14:00 (UTC-6)           | Rubio 14' · Sallói 19' 90+7' · Sánchez 67' (pen.) | Reporte   | Saucedo 60' · Kreilach 72' | Asistencia: 19.918 espectadores Árbitro(s): José Carlos Rivero | Asistencia: 19.918 espectadores Árbitro(s): José Carlos Rivero |

### Finales de Conferencia
Conferencia Este
| 25 de noviembre de 2018 | Atlanta United                              | 3:0 (1:0) | New York Red Bulls | Mercedes-Benz Stadium, Atlanta, Georgia                 |                                                         |
| 17:00 (UTC-5)           | Martínez 32' · Escobar 71' · Villalba 90+5' | Reporte   |                    | Asistencia: 70.016 espectadores Árbitro(s): Kevin Stott | Asistencia: 70.016 espectadores Árbitro(s): Kevin Stott |

| 29 de noviembre de 2018 | New York Red Bulls | 1:0 (0:0) | Atlanta United | Red Bull Arena, Harrison, Nueva Jersey                   |                                                          |
| 19:30 (UTC-5)           | Parker 90+4'       | Reporte   |                | Asistencia: 22.137 espectadores Árbitro(s): Jair Marrufo | Asistencia: 22.137 espectadores Árbitro(s): Jair Marrufo |

Conferencia Oeste
| 25 de noviembre de 2018 | Portland Timbers | 0:0     | Sporting Kansas City | Providence Park, Portland, Oregón                         |                                                           |
| 16:30 (UTC-8)           |                  | Reporte |                      | Asistencia: 21.144 espectadores Árbitro(s): Robert Sibiga | Asistencia: 21.144 espectadores Árbitro(s): Robert Sibiga |

| 29 de noviembre de 2018 | Sporting Kansas City       | 2:3 (1:0) | Portland Timbers              | Children's Mercy Park, Kansas City, Kansas              |                                                         |
| 20:30 (UTC-6)           | Sallói 20' · Fernandes 81' | Reporte   | Blanco 52' · Valeri 61' 90+9' | Asistencia: 20.091 espectadores Árbitro(s): Mark Geiger | Asistencia: 20.091 espectadores Árbitro(s): Mark Geiger |

### MLS Cup 2018
| 8 de diciembre de 2018 | Atlanta United             | 2:0 (1:0) | Portland Timbers | Mercedes-Benz Stadium, Atlanta, Georgia                |                                                        |
| 20:00 (UTC-5)          | Martínez 39' · Escobar 54' | Reporte   |                  | Asistencia: 73.019 espectadores Árbitro(s): Alan Kelly | Asistencia: 73.019 espectadores Árbitro(s): Alan Kelly |

|                                   |
| Bandera del Estado de Georgia     |
| Campeón Atlanta United 1.° título |

## Estadísticas

### Goleadores
| Josef Martínez                          | Atlanta United         | 31 | 34 |
| Zlatan Ibrahimović                      | Los Angeles Galaxy     | 22 | 27 |
| Bradley Wright-Phillips                 | New York Red Bulls     | 20 | 32 |
| Mauro Manotas                           | Houston Dynamo         | 19 | 33 |
| Gyasi Zardes                            | Columbus Crew          | 19 | 33 |
| Ignacio Piatti                          | Montreal Impact        | 16 | 32 |
| Nemanja Nikolić                         | Chicago Fire           | 15 | 31 |
| Kei Kamara                              | Vancouver Whitecaps FC | 14 | 28 |
| Ola Kamara                              | Los Angeles Galaxy     | 14 | 31 |
| Carlos Vela                             | Los Angeles FC         | 14 | 28 |
| Última actualización: diciembre de 2018 |                        |    |    |

### Asistencias
| Bořek Dočkal                            | Philadelphia Union  | 18 | 31 |
| Luciano Acosta                          | D.C. United         | 17 | 33 |
| Nicolás Lodeiro                         | Seattle Sounders FC | 16 | 27 |
| Maximiliano Moralez                     | New York City FC    | 16 | 32 |
| Sebastian Giovinco                      | Toronto FC          | 15 | 28 |
| Darwin Quintero                         | Minnesota United FC | 15 | 27 |
| Miguel Almirón                          | Atlanta United FC   | 14 | 32 |
| Última actualización: diciembre de 2018 |                     |    |    |

## Premios y reconocimientos

### JugadorAlcatelde la semana
| Semana    | Futbolista              | Equipo               |
| --------- | ----------------------- | -------------------- |
| Semana 1  | Danny Hoesen            | San Jose Earthquakes |
| Semana 2  | Diego Rossi             | Los Angeles FC       |
| Semana 3  | Josef Martínez          | Atlanta United FC    |
| Semana 4  | Bradley Wright-Phillips | New York Red Bulls   |
| Semana 5  | Zlatan Ibrahimović      | Los Angeles Galaxy   |
| Semana 6  | Tim Melia               | Sporting Kansas City |
| Semana 7  | Alvas Powell            | Portland Timbers     |
| Semana 8  | Johnny Russell          | Sporting Kansas City |
| Semana 9  | Miguel Almirón          | Atlanta United FC    |
| Semana 10 | Ignacio Piatti          | Montreal Impact      |
| Semana 11 | Gyasi Zardes            | Columbus Crew        |
| Semana 12 | Bradley Wright-Phillips | New York Red Bulls   |
| Semana 13 | Cristian Techera        | Vancouver Whitecaps  |
| Semana 14 | Josef Martínez          | Atlanta United FC    |
| Semana 15 | Alphonso Davies         | Vancouver Whitecaps  |
| Semana 16 | Ignacio Piatti          | Montreal Impact      |
| Semana 17 | Bořek Dočkal            | Philadelphia Union   |
| Semana 18 | Adama Diomande          | Los Angeles FC       |
| Semana 19 | Darwin Quintero         | Minnesota United FC  |
| Semana 20 | Jesús Medina            | New York City FC     |
| Semana 21 | Josef Martínez          | Atlanta United FC    |
| Semana 22 | Zlatan Ibrahimović      | Los Angeles Galaxy   |
| Semana 23 | Valeri Qazaishvili      | San Jose Earthquakes |
| Semana 24 | Luciano Acosta          | D.C. United          |
| Semana 25 | Wayne Rooney            | D.C. United          |
| Semana 26 | Josef Martínez          | Atlanta United FC    |
| Semana 27 | Damir Kreilach          | Real Salt Lake       |
| Semana 28 | Sebastián Blanco        | Portland Timbers     |
| Semana 29 | Bradley Wright-Phillips | New York Red Bulls   |
| Semana 30 | Jay Simpson             | Philadelphia Union   |
| Semana 31 | Luciano Acosta          | D.C. United          |
| Semana 32 | Sebastián Blanco        | Portland Timbers     |
| Semana 33 | Carlos Vela             | Los Angeles FC       |
| Semana 34 | Wayne Rooney            | D.C. United          |
| Semana 35 | Gyasi Zardes            | Columbus Crew        |

### Gol de la semana
| Semana    | Futbolista         | Equipo                 |             |
| --------- | ------------------ | ---------------------- | ----------- |
| Semana 1  | Diego Rossi        | Los Angeles FC         |             |
| Semana 2  | Miguel Almirón     | Atlanta United FC      |             |
| Semana 3  | Josef Martínez     | Atlanta United FC      |             |
| Semana 4  | Yamil Asad         | D.C. United            |             |
| Semana 5  | Zlatan Ibrahimović | LA Galaxy              |             |
| Semana 6  | Johnny Russell     | Sporting Kansas City   |             |
| Semana 7  | Alvas Powell       | Portland Timbers       |             |
| Semana 8  | Albert Rusnák      | Real Salt Lake         |             |
| Semana 9  | Kevin Kratz        | Atlanta United FC      |             |
| Semana 10 | Ezequiel Barco     | Atlanta United FC      |             |
| Semana 11 | Corey Baird        | Real Salt Lake         |             |
| Semana 12 | Samuel Armenteros  | Portland Timbers       |             |
| Semana 13 | Samuel Armenteros  | Portland Timbers       |             |
| Semana 14 | Ilsinho            | Philadelphia Union     |             |
| Semana 15 | Josef Martínez     | Atlanta United FC      |             |
| Semana 16 | Paul Arriola       | D.C. United            |             |
| Semana 17 | Diego Rubio        | Sporting Kansas City   |             |
| Semana 18 | Aleksandar Katai   | Chicago Fire           |             |
| Semana 19 | Héctor Villalba    | Atlanta United FC      |             |
| Semana 20 | Yamil Asad         | D.C. United            |             |
| Semana 21 | Wil Trapp          | Columbus Crew          |             |
| Semana 22 | Alphonso Davies    | Vancouver Whitecaps FC |             |
| Semana 23 | Will Bruin         | Seattle Sounders FC    |             |
| Semana 24 | Jukka Raitala      | Montreal Impact        |             |
| Semana 25 | Albert Rusnák      | Real Salt Lake         |             |
| Semana 26 | Josef Martínez     | Atlanta United FC      |             |
| Semana 27 | Albert Rusnák      | Real Salt Lake         |             |
| Semana 28 | Sin ganador        | Sin ganador            | Sin ganador |
| Semana 29 | Zlatan Ibrahimović | LA Galaxy              |             |
| Semana 30 | Héctor Villalba    | Atlanta United FC      |             |
| Semana 31 | Djordje Mihailovic | Chicago Fire           |             |
| Semana 32 | Johnny Russell     | Sporting Kansas City   |             |
| Semana 33 | Sin ganador        | Sin ganador            | Sin ganador |
| Semana 34 | Víctor Rodríguez   | Seattle Sounders FC    |             |
| Semana 35 | Roger Espinoza     | Sporting Kansas City   |             |

### Jugador del mes
| Mes        | Futbolista       | Equipo               |
| ---------- | ---------------- | -------------------- |
| Marzo      | Felipe Gutiérrez | Sporting Kansas City |
| Abril      | Miguel Almirón   | Atlanta United FC    |
| Mayo       | Zack Steffen     | Columbus Crew SC     |
| Junio      | Adama Diomande   | Los Angeles FC       |
| Julio      | Josef Martínez   | Atlanta United FC    |
| Agosto     | Josef Martínez   | Atlanta United FC    |
| Septiembre | Luciano Acosta   | D.C. United          |
| Octubre    | Wayne Rooney     | D.C. United          |

### Premios anuales
| Premio                    | Ganador            | Equipo               |
| ------------------------- | ------------------ | -------------------- |
| Jugador Más Valioso       | Josef Martínez     | Atlanta United FC    |
| Bota de Oro               | Josef Martínez     | Atlanta United FC    |
| Entrenador del año        | Gerardo Martino    | Atlanta United FC    |
| Portero del año           | Zack Steffen       | Columbus Crew        |
| Defensa del año           | Aaron Long         | New York Red Bulls   |
| Novato del año            | Corey Baird        | Real Salt Lake       |
| Contratación del año      | Zlatan Ibrahimović | Los Angeles Galaxy   |
| Atajada del año           | Stefan Frei        | Seattle Sounders FC  |
| Gol del año               | Zlatan Ibrahimović | Los Angeles Galaxy   |
| Espírirtu de superación   | Gyasi Zardes       | Columbus Crew        |
| Fair Play                 | Los Angeles FC     | Los Angeles FC       |
| Fair Play individual      | Valeri Qazaishvili | San Jose Earthquakes |
| Humanitario del año       | Matt Lampson       | Minnesota United FC  |
| Árbitro del año           | Alan Kelly         | Alan Kelly           |
| Árbitro asistente del año | Joe Fletcher       | Joe Fletcher         |

### Equipo ideal de la temporada
El 11 de noviembre se anunció el equipo ideal de la temporada (denominada MLS Best XI), que reconoce a los 11 mejores jugadores de la Major League Soccer.
| Pos. | Futbolista         | Equipo              |
| ---- | ------------------ | ------------------- |
| POR  | Zack Steffen       | Columbus Crew       |
| DEF  | Kemar Lawrence     | New York Red Bulls  |
| DEF  | Aaron Long         | New York Red Bulls  |
| DEF  | Chad Marshall      | Seattle Sounders FC |
| MED  | Luciano Acosta     | D.C. United         |
| MED  | Miguel Almirón     | Atlanta United FC   |
| MED  | Ignacio Piatti     | Montreal Impact     |
| MED  | Carlos Vela        | Los Angeles FC      |
| DEL  | Zlatan Ibrahimović | Los Angeles Galaxy  |
| DEL  | Josef Martínez     | Atlanta United FC   |
| DEL  | Wayne Rooney       | D.C. United         |

## Juego de las estrellas
El juego de las estrellas de la MLS 2018 fue la 23.ª edición del Juego de las Estrellas de la MLS. El partido se disputó el 1 de agosto de 2018 entre el Equipo de las Estrellas de la MLS y la Juventus de Italia, en el Mercedes-Benz Stadium en Atlanta, Georgia. El encuentro terminó 1-1 en los 90 minutos, pero el equipo italiano ganó en la tanda de penales por 5-3. La Juventus marcó el primer gol en el minuto 21 por parte de Andrea Favilli y Josef Martínez anotó el empate 1-1 a los 26 minutos. Martínez fue elegido como el jugador más valioso del juego de las estrellas.